# 王國祚 (萬曆進士)
王國祚（1535年—1626年），字世長，號培山，直隸河間府滄州人，民籍，明朝政治人物，萬曆二年壬戌進士。官至監察御史。

## 生平
隆慶元年（1567年）丁卯科順天府鄉試第七十名。萬曆二年（1574年）甲戌科進士。授南京淮安府推官，升廣東道監察御史，巡按山陕、河南等处。

## 著作
有《三录汇编》八册，包括《理淮录》《按鹾录》《居沧录》。

## 家族
曾祖父王輔；祖父王道充；父王勉學，曾任壽官。母周氏。具庆下。